# Municipio de One Road
El municipio de One Road (en inglés: One Road Township) es un municipio ubicado en el condado de Roberts en el estado estadounidense de Dakota del Sur. En el año 2010 tenía una población de 63 habitantes y una densidad poblacional de 0,68 personas por km².

## Geografía
El municipio de One Road se encuentra ubicado en las coordenadas 45°30′14″N 97°9′59″O / 45.50389, -97.16639. Según la Oficina del Censo de los Estados Unidos, el municipio tiene una superficie total de 93.29 km², de la cual 89,15 km² corresponden a tierra firme y (4,44 %) 4,14 km² es agua.

## Demografía
Según el censo de 2010, había 63 personas residiendo en el municipio de One Road. La densidad de población era de 0,68 hab./km². De los 63 habitantes, el municipio de One Road estaba compuesto por el 77,78 % blancos, el 17,46 % eran amerindios y el 4,76 % eran de una mezcla de razas. Del total de la población el 0 % eran hispanos o latinos de cualquier raza.